# Scleria levis
Scleria levis är en halvgräsart som beskrevs av Anders Jahan Retzius. Scleria levis ingår i släktet Scleria och familjen halvgräs. Inga underarter finns listade i Catalogue of Life.

## Bildgalleri

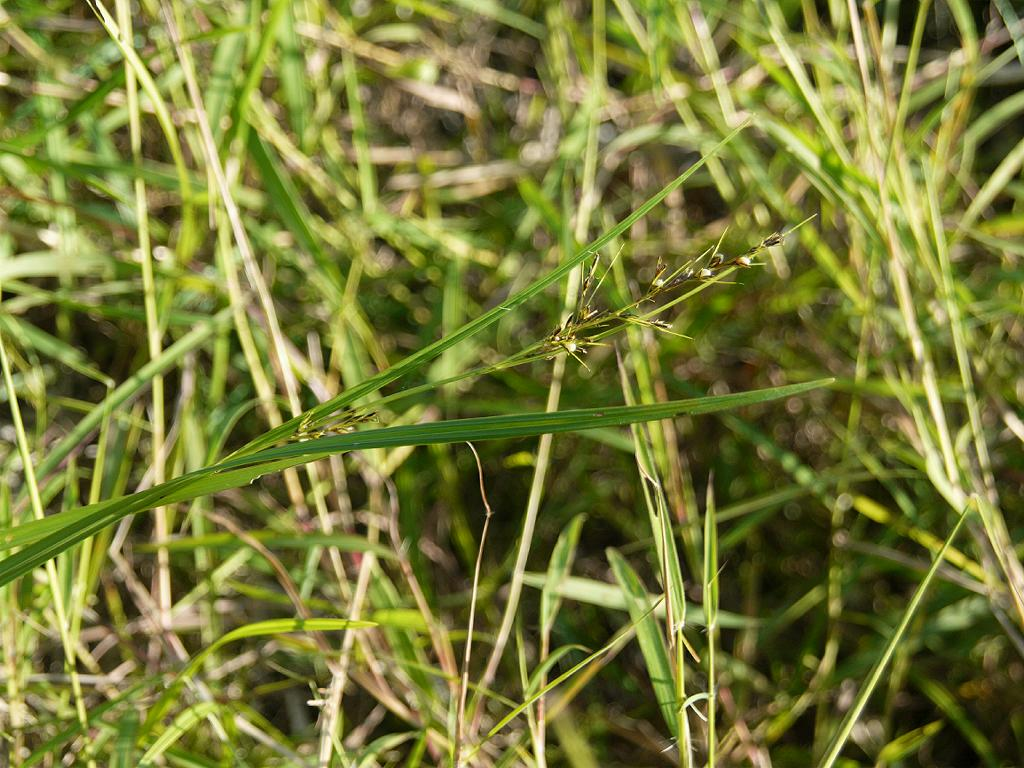